# بيتي بيرش
بيتي بيرش (12 سبتمبر 1923 في المملكة المتحدة - 20 سبتمبر 2016) (بالإنجليزية: Betty Birch)‏ هي لاعبة كريكت بريطانية. شاركت مع منتخب إنجلترا للكريكت.

## وصلات خارجية
- بيتي بيرش على موقع إي آس بي آن كريك إنفو (الإنجليزية)